# Stuart Conquest
Stuart Conquest (født 1. marts 1967 i Ilford, Storbritannien) er en engelsk skakstormester. Han vandt det britiske mesterskab i 2008, og på FIDEs ratingliste i verden med en Elo-rating på 2601